# Gabriele Veneziano
Gabriele Veneziano (ur. 1942 we Florencji) – włoski fizyk teoretyk specjalizujący się w fizyce cząstek elementarnych, współtwórca teorii strun.
Obecnie jest profesorem katedry Cząstek elementarnych, Grawitacji i Kosmologii w Collège de France. Nagrodzony w 2014 medalem Diraca (ICTP).